# Sanary-sur-Mer
 Sanary-sur-Mer  (en occitano Sant Nari) es una población y comuna francesa, que se encuentra en la región de Provenza-Alpes-Costa Azul, departamento de Var, en el distrito de Toulon y cantón de Ollioules.
Entre 1933 y 1939 sirvió de refugio a alemanes y austríacos que huían del régimen nazi.

## Demografía
| 2 007 | 2 310 | 2 320 | 2 493 | 2 774 | 2 749 | 2 751 | 2 604 | 2 556 | 2 525 | 2 515 | 2 756 | 2 515 | 2 365 | 2 522 | 2 528 | 2 347 | 2 755 | 2 856 | 3 008 | 3 145 | 3 474 | 3 917 | 4 423 | 4 864 | 5 879 | 7 242 | 8 851 | 10 264 | 11 505 | 14 730 | 16 995 | 17 774 |
| Para los censos de 1962 a 1999 la población legal corresponde a la población sin duplicidades (Fuente: INSEE [Consultar]) |       |       |       |       |       |       |       |       |       |       |       |       |       |       |       |       |       |       |       |       |       |       |       |       |       |       |       |        |        |        |        |        |